# Yi-Fu Tuan
Yi-Fu Tuan (en chino tradicional: 段義孚) (Tianjin, República de China, 5 de diciembre de 1930 - Madison, Estados Unidos, 10 de agosto de 2022) fue un geógrafo chino-estadounidense.
Tuan nació en 1930 en Tianjin, China. Su padre era diplomático, y fue parte de la clase educada de la por entonces República de China.
Tuan fue al University College de Londres, pero se graduó en la Universidad de Oxford con postítulos en 1951 y 1955. Luego se mudó a California donde continuó su educación geográfica. Se doctoró en 1957 en la Universidad de California.

## Carrera
De Nuevo México, Tuan se mudó a Toronto y entre 1966 y 1968 impartió clases en la Universidad de Toronto. En 1968 se convirtió en profesor a tiempo completo de la Universidad de Minnesota. Allí es donde se concentró en el estudio sistemático de una geografía humanística. Según él, la geografía humana contiene "las glorias y miserias de la existencia humana, observable en las calles tan bien como en los colegios."
Después de catorce años en la Universidad de Minnesota, se mudó a Madison, Wisconsin. Tuan concluyó su carrera profesional en la Universidad de Wisconsin-Madison, en 1998.
Yi-Fu Tuan fue profesor jubilado emérito de la Universidad de Wisconsin, Madison.
Dio numerosas conferencias y publicó libros, el más reciente se titula Place, Art and Self. Vivió en Wisconsin. En octubre del 2012 fue galardonado en Saint-Die-Des-Vosges, Francia, con el Premio Vautrin Lud (equivalente al Premio Nobel de los geógrafos) en reconocimiento a su extensa carrera.

## Space and Place
En Space and Place : The Perspective of Experience, Tuan considera que un espacio requiere movimiento de un lugar a otro lugar. Similarmente, un lugar requiere de espacio para ser un lugar. Entonces, ambas nociones son codependientes.

## Topophilia
En Topophilia: a study of environmental perception, attitudes, and values, analiza los vínculos afectivos del ser humano con el entorno geográfico y designa la topofilia como la experiencia que crea lazos de civitio entre la persona y el lugar que habita, con un sentimiento de pertenencia a un espacio y una comunidad.
.

## Obras
- Coming Home to China. 2007. University of Minnesota Press, Minneapolis, MN. ISBN 0-8166-4992-8
- Place, Art, and Self. 2004. University of Virginia Press, Santa Fe, NM, in association with Columbia College, Chicago, IL. ISBN 1-930066-24-4.
- Dear Colleague: Common and Uncommon Observations. 2002. University of Minnesota Press, Minneapolis, MN. ISBN 0-8166-4055-6.
- Who am I? : An Autobiography of Emotion, Mind, and Spirit. 1999. University of Wisconsin Press, Madison, WI. ISBN 0-299-16660-0.
- Escapism. 1998. Johns Hopkins University Press, Baltimore, MD. ISBN 0-8018-5926-3.
- Cosmos and Hearth: A Cosmopolite's Viewpoint. 1996. University of Minnesota Press, Minneapolis, MN. ISBN 0-8166-2730-4.
- Passing Strange and Wonderful: Aesthetics, Nature, and Culture. 1993. Island Press, Shearwater Books, Washington, DC. ISBN 1-55963-209-7.
- Morality and Imagination: Paradoxes of Progress. 1989. University of Wisconsin Press, Madison, WI. ISBN 0-299-12060-0.
- The Good Life. 1986. University of Wisconsin Press, Madison, WI. ISBN 0-299-10540-7.
- Dominance and Affection: The Making of Pets. 1984. Yale University Press, New Haven, CT. ISBN 0-300-03222-6.
- Segmented Worlds and Self: Group Life and Individual Consciousness. 1982. University of Minnesota Press, Minneapolis, MN. ISBN 0-8166-1109-2.
- Landscapes of Fear. 1979. Pantheon Books, New York, NY. ISBN 0-394-42035-7.
- Space and Place: The Perspective of Experience. 1977. University of Minnesota Press, Minneapolis, MN. ISBN 0-8166-0808-3.
- Topophilia: a study of environmental perception, attitudes, and values. 1974. Prentice-Hall, Englewood Cliffs, NJ. ISBN 0-13-925248-7.
- The Climate of New Mexico. 1973. State Planning Office, Santa Fe, NM.
- Man and Nature. 1971. Association of American Geographers, Washington, DC. Resource paper #10.
- China. 1970. En "The World's Landscapes". Harlow, Longmans. ISBN 0-582-31153-5.